# Bhatekhola
Bhatekhola (nep. भातेखोला) – gaun wikas samiti w zachodniej części Nepalu w strefie Seti w dystrykcie Bajhang. Według nepalskiego spisu powszechnego z 2011 roku liczył on 579 gospodarstw domowych i 3577 mieszkańców (1920 kobiet i 1657 mężczyzn).